# Blowin’ in the Wind
Blowin’ in the Wind – protest song napisany w 1962 roku przez Boba Dylana i wydany w 1963 roku na singlu, który promował album The Freewheelin’ Bob Dylan (1963).
Utwór jest powszechnie uznawany za jeden z najbardziej znanych i najważniejszych utworów Dylana oraz muzyki popularnej. W 2004 roku utwór „Blowin’ in the Wind” został sklasyfikowany na 14. miejscu listy 500 utworów wszech czasów magazynu „Rolling Stone”. W 1999 roku piosenka została wprowadzona do amerykańskiej Grammy Hall of Fame.
Od wydania albumu z piosenką powstały setki innych wersji wykonań utworu, który śpiewali m.in.: Joan Baez, Peter, Paul and Mary, Elvis Presley, Stevie Wonder, Marlene Dietrich, Etta James, Neil Young, Judy Collins i Sam Cooke.

## Charakterystyka
„Blowin’ in the Wind” jest prawdopodobnie tym utworem, który najbardziej pomógł w rozwoju kariery Dylana. Kompozycja ta stała się jednym ze wzorów współczesnego protest songu. Charakteryzuje się prostą, chwytliwą melodią i tekstem, w którym autor stawia pytania (retoryczne lub takie, na które trudno jest odpowiedzieć). Na początku lat 60. XX wieku piosenka znalazła się w centrum walki ruchu o prawa obywatelskie i ruchu antywojennego.

## Historia
Przebieg powstawania piosenki opisał ówczesny przyjaciel Dylana, piosenkarz folkowy David Blue w filmie Renaldo & Clara. Źródłem tej kompozycji był utwór „No More Auction Block”, często wtedy wykonywany przez Dylana, a będący tradycyjną pieśnią jeszcze z okresu niewolnictwa Afroamerykanów. Najpewniej Dylan zaznajomił się z tą piosenką dzięki wersji wykonywanej przez Odettę. Jedna z wersji Dylana została umieszczona na pierwszym, potrójnym, albumie The Bootleg Series Volumes 1–3 (Rare & Unreleased) 1961–1991 (1991).
W maju 1962 roku Dylan nagrał „Blowin’ in the Wind” w Nowym Jorku na potrzeby radiowego programu „Broadside Show”. Ta wersja ukazała się później na albumie Broadside Reunion. 2 lipca 1962 roku muzyk zagrał koncert w klubie Finjan w Montrealu w Kanadzie. 9 lipca 1962 roku Dylan zarejestrował materiał do albumu The Freewheelin’ Bob Dylan (1963) w Columbia Studio A w Nowym Jorku. Powstały wówczas co najmniej trzy wersje piosenki. W tym samym miesiącu Dylan nagrał tę piosenkę w The Witmark Studio w Nowym Jorku. 30 grudnia 1962 roku Amerykanin wziął udział w sesji dla brytyjskiej telewizji w studiu BBC w Londynie; była to sesja nagraniowa dla sztuki Madhouse on Castle Street. Program wyemitowano 12 stycznia 1963 roku.
W 1971 roku Dylan wykonał ten utwór podczas koncertu dla Bangladeszu; utwór wykonał na koncercie wieczornym i nocnym (wersję nocną wydano na albumie i DVD).

### Peter, Paul and Mary
W maju 1963 roku, na miesiąc przed ukazaniem się singla „Blowin’ in the Wind”, nagranego przez folkowe trio Peter, Paul and Mary, utwór był już promocyjnie emitowany w radiu. Singiel tego tria ukazał się 18 czerwca 1963 roku i był najszybciej sprzedawanym singlem w historii wydawnictwa Warner Records; sprzedano ponad milion egzemplarzy, a wydawnictwo dotarło do 2. miejsca na liście przebojów Hot 100.

## Tekst
| Tekst oryginalny                                               | Tłumaczenie                                                         |
| -------------------------------------------------------------- | ------------------------------------------------------------------- |
| How many roads must a man walk down Before you call him a man? | Przez ile dróg musi człowiek przejść Zanim człowiekiem go nazwiesz? |

Utwór interpretowany jest jako filozoficzne rozważanie Dylana na tematy pokoju, wojny i wolności. Piosenka zawiera wiele pytań, będących w większości postulatami rozwoju ludzkości i lepszej przyszłości, i nie odnosi się do któregoś specyficznego wydarzenia politycznego, co może tłumaczyć jej popularność na przestrzeni lat. Utwór nie zawiera odpowiedzi – każda z trzech zwrotek kończy się tytułowymi słowami: „odpowiedź niesie wiatr” (The answer is blowin’ in the wind), co można interpretować jako zapowiedź nadejścia lepszych czasów.

## Dyskografia i wideografia
Single
- 1963: „Blowin’ in the Wind”/„Don’t Think Twice, It’s All Right”

Albumy
- 1963: The Freewheelin’ Bob Dylan
- 1967: Bob Dylan’s Greatest Hits
- 1974: Before the Flood (koncertowy)
- 1979: Bob Dylan at Budokan (koncertowy)
- 1985: Biograph
- 2002: The Bootleg Series Vol. 5: Bob Dylan Live 1975, The Rolling Thunder Revue (koncertowy)
- 2005: The Bootleg Series Vol. 7: No Direction Home: The Soundtrack (koncertowy)
- 2007: Dylan

Filmy
- 2007: The Other Side of the Mirror

## Wersje innych wykonawców
- 1962: New World Singers – album różnych wykonawców Broadside Ballads, Volume 1; The Best of Broadside 1962–1988 (2000)
- 1963: Peter, Paul and Mary – In the Wind; In Concert (1964); Ten Years Together (1970); Holiday Celebration (1988); Around the Campfire (1998)
- 1963: Bobby Darin – Golden Folk Hits; As Long as I’m Singing: The Bobby Darin Collection (1995)
- 1963: Stan Getz – Reflections
- 1964: Ray Bryant – Live at Basin Street
- 1964: Sam Cooke – Sam Cooke at the Copa; Man Who Invented Soul (1968)
- 1964: Glen Campbell – Astounding 12-string Guitar
- 1965: Marianne Faithfull – Come My Way; Music for the Millions (1985)
- 1965: Dick Dale – Live at Ciro’s
- 1965: Odetta – Odetta Sings Dylan
- 1965: Trini Lopez – Folk Album
- 1965: Pete Seeger – Little Boxes & Other Broadsides
- 1966: King Curtis – Live at Smalls Paradise
- 1966: The New Christy Minstrels – New Kick; Very Best of the New Christy Minstrels (1996)
- 1976: Joan Baez – From Every Stage; European Tour (1981); Rare, Live & Classic (1993); The Essential Joan Baez: From the Heart – Live (2001)
- 1977: Stevie Wonder – Anthology; Greatest Hits, Volume 1 (1979)
- 1978: The Hollies – Other Side of the Hollies; Long Cool Woman (1979)
- 1978: Ray Conniff – Always in My Heart
- 1982: Chet Atkins – Solid Gold Guitar
- 1982: Leontyne Price – God Bless America
- 1989: The Kingston Trio – Tom Dooley
- 1992: The Searchers – 30th Anniversary Collection
- 1994: Judy Collins – Live at Newport; Both Sides Now (1998)
- 1996: Johnny Rivers – Johnny Rivers Rocks the Folk
- 1997: Elvis Presley – Platinum (A Life in Music); Touch of Platinum (1998)
- 1998: Edwin Hawkins – Very Best of Edwin Hawkins Singers
- 1998: Duane Eddy – Duane Does Dylan

## Polska wersja
Piosenkę przetłumaczono częściowo na język polski jako „Odpowie ci wiatr”, ale niewiele w tej wersji pozostało z anglojęzycznego oryginału. Zachowano podobieństwo w brzmieniu wyrazów przy jednoczesnym usunięciu treści pacyfistycznych: „Przez ile lat będzie kanion trwał, / Nim w końcu rozkruszy go czas?” zamiast How many times must the cannon balls fly / Before they’re forever banned? (ile razy muszą lecieć kule armatnie, zanim na zawsze zostaną zakazane).